# Igor Tudor
Igor Tudor (ur. 16 kwietnia 1978 w Splicie) – chorwacki piłkarz i trener, grający na pozycji środkowego obrońcy, stopera lub defensywnego pomocnika. Od 2025 roku trener Juventusu.

## Kariera

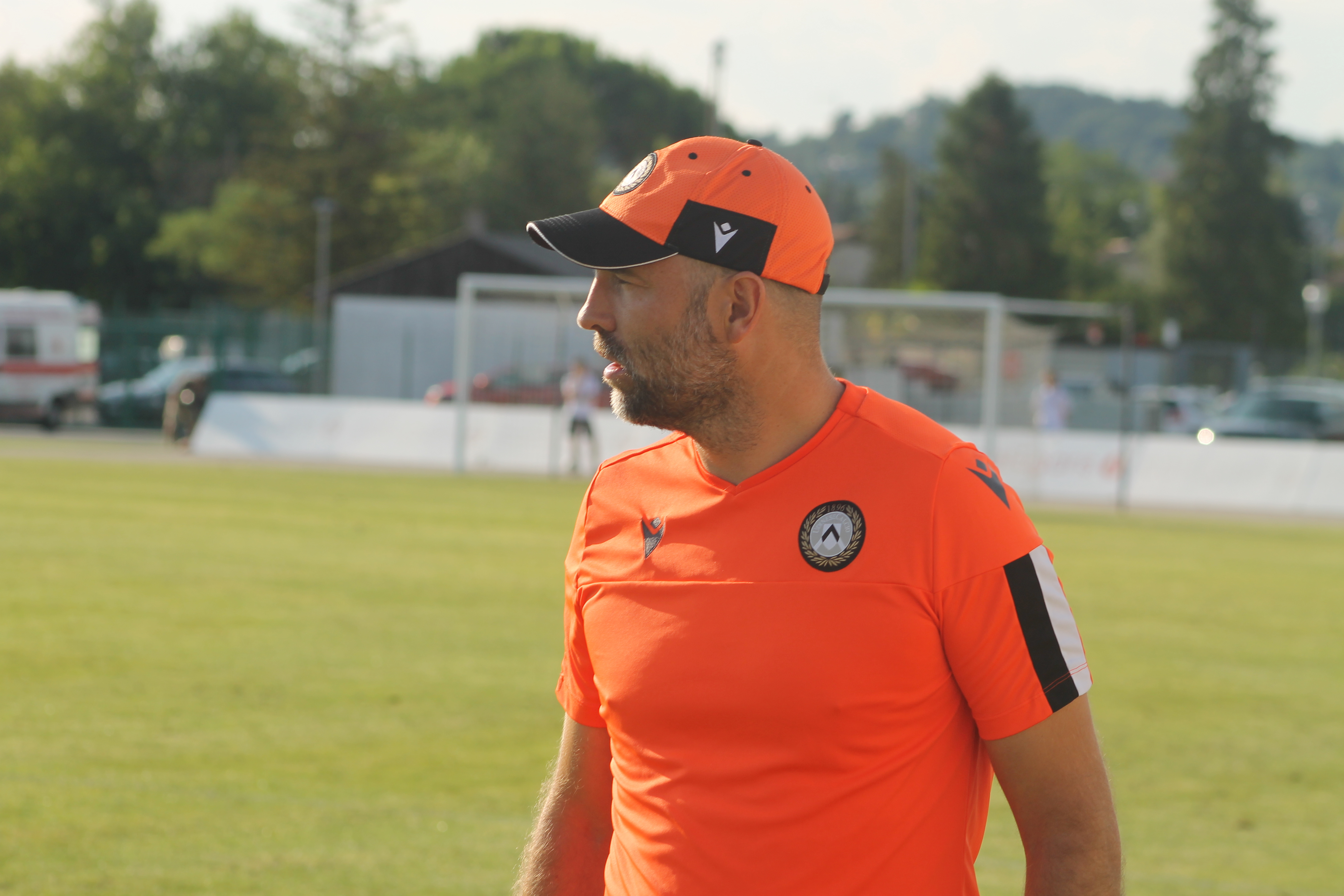
Igor Tudor w Udinese.

Z reprezentacją Chorwacji, w której barwach rozegrał 54 mecze, zdobył brązowy medal na Mistrzostwach Świata 1998; został także powołany przez Zlatko Kranjčara do kadry na mundial 2006. Od 1998 roku był zawodnikiem Juventus F.C., z którym trzykrotnie wygrywał Serie A i raz dotarł do finału Ligi Mistrzów. Od 2004 roku do 2006 grał na wypożyczeniu w Sienie. W sezonie 2007/2008 powrócił do składu Juventusu. W kolejnym występował w rodzimym klubie – Hajduk Split i w jego barwach zakończył karierę.

## Sukcesy piłkarskie
- mistrzostwo Włoch 2002, 2003 i 2005, finał Pucharu Włoch 2003 oraz finał Ligi Mistrzów 2003 z Juventusem

W reprezentacji Chorwacji od 1997 roku rozegrał 54 mecze i strzelił 3 bramki (stan na 19 czerwca 2006) – brązowy medal Mistrzostw Świata 1998 oraz starty w Euro 2004 (runda grupowa) i mundialu 2006; z udziału w mundialu 2002 wykluczyła go kontuzja.

## Odznaczenia
- Order Chorwackiej Plecionki (1998)[2]